# غلاديس غودال
غلاديس غودال (بالإنجليزية: Gladys Mary Goodall)‏ هي مصورة نيوزيلندية، ولدت في 2 يونيو 1908، وتوفيت في 23 مارس 2015 في كرايستشرش في نيوزيلندا.